# Bardackichthys carteri
Bardackichthys carteri è un pesce osseo estinto, appartenente agli ittiodectiformi. Visse nel Cretaceo superiore (Cenomaniano, circa 97 - 95 milioni di anni fa) e i suoi resti fossili sono stati ritrovati in Nordamerica.

## Descrizione
Questo pesce era di medie dimensioni; l'olotipo, uno scheletro quasi completo, era lungo circa mezzo metro. Bardackichthys era dotato di un corpo allungato ma massiccio e robusto, di grandi occhi, di una bocca diretta anterodorsalmente e fornita di numerosi denti acuminati e di una pinna caudale profondamente biforcuta, il cui lobo inferiore era più allungato di quello superiore. Le pinne dorsale e anale, pressoché opposte l'una all'altra, erano poste nella metà posteriore del corpo. 

## Classificazione
Bardackichthys era un membro degli ittiodectiformi, un gruppo di pesci teleostei arcaici dalle attitudini fortemente predatorie, tipici del Cretaceo. In particolare, gli autori della prima descrizione di Bardackichthys indicano che questo animale era un membro della superfamiglia Ichthyodectoidei (che comprendeva anche forme ben note come Cladocyclus, Eubiodectes, Gillicus, Ichthyodectes, Saurocephalus e Xiphactinus), ma in una famiglia a sé stante (Bardackichthyidae).
Bardackichthys carteri venne descritto per la prima volta nel 2021, sulla base di un resto fossile quasi completo ritrovato nella formazione Woodbine in Texas (Stati Uniti). 

## Paleoecologia
Bardackichthys viveva probabilmente in acque salmastre; alcune caratteristiche (grandi occhi, bocca rivolta all'insù, pinna caudale asimmetrica, corpo massiccio) indicano che questo pesce era probabilmente un potente nuotatore in grado di tendere agguati a piccoli pesci pelagici. 